# High diving al Campionat del Món de natació de 2015 – masculí
La competició de high diving o salts de gran altura masculí es va celebrar durant el Campionat del Món de natació de 2015 els dies 3 i 5 d'agost de 2015. La competició va ser dividida en cinc rondres. Les tres primeres es van celebrar el dia 3, i les 2 últimes el dia 5.

## Resultats
| Posició | Saltador            | País         | Ronda 1 | Ronda 2 | Ronda 3 | Ronda 4 | Ronda 5 | Total  |
| ------- | ------------------- | ------------ | ------- | ------- | ------- | ------- | ------- | ------ |
| 1       | Gary Hunt           | Regne Unit   | 104.50  | 116.10  | 161.20  | 108.30  | 139.20  | 629.30 |
| 2       | Jonathan Paredes    | Mèxic        | 106.40  | 113.95  | 130.05  | 106.40  | 139.65  | 596.45 |
| 3       | Artem Silchenko     | Rússia       | 96.90   | 122.55  | 119.70  | 106.40  | 148.40  | 593.95 |
| 4       | David Colturi       | Estats Units | 104.50  | 111.80  | 142.80  | 91.20   | 136.40  | 586.70 |
| 5       | Andy Jones          | Estats Units | 96.90   | 98.90   | 145.60  | 102.60  | 135.15  | 579.15 |
| 6       | Orlando Duque       | Colòmbia     | 96.90   | 96.75   | 126.00  | 100.70  | 151.20  | 571.55 |
| 7       | Steve LoBue         | Estats Units | 95.00   | 107.50  | 139.50  | 91.20   | 137.25  | 570.45 |
| 8       | Michal Navrátil     | Txèquia      | 95.00   | 109.65  | 119.70  | 96.90   | 143.10  | 564.35 |
| 9       | Miguel García       | Colòmbia     | 96.90   | 96.75   | 131.60  | 85.50   | 137.70  | 548.45 |
| 10      | Kris Kolanus        | Polònia      | 96.90   | 118.25  | 127.50  | 100.70  | 102.50  | 545.85 |
| 11      | Todor Spasov        | Bulgària     | 95.00   | 103.20  | 121.90  | 79.80   | 117.60  | 517.50 |
| 12      | Anatoliy Shabotenko | Ucraïna      | 96.90   | 81.70   | 140.40  | 96.90   | 97.50   | 513.40 |
| 13      | Carlos Gimeno       | Espanya      | 62.70   | 109.65  | 122.40  | 96.90   |         | 391.65 |
| 14      | Sergio Guzmán       | Mèxic        | 77.90   | 86.00   | 137.70  | 74.10   |         | 375.70 |
| 15      | Igor Semashko       | Rússia       | 78.75   | 96.75   | 106.20  | 84.60   |         | 366.30 |
| 16      | Alessandro De Rose  | Itàlia       | 74.10   | 98.40   | 85.75   | 100.70  |         | 358.95 |
| 17      | Jorge Ferzuli       | Mèxic        | 87.40   | 96.00   | 100.00  | 74.10   |         | 357.50 |
| 18      | Cyrille Oumedjkane  | França       | 79.80   | 83.85   | 85.00   | 68.40   |         | 317.05 |
| 19      | Ilia Shchurov       | Rússia       | 79.80   | 75.25   | 75.00   | 79.80   |         | 309.85 |
| 20      | Blake Aldridge      | Regne Unit   | 87.40   | 111.80  | 88.20   |         |         | DNS    |